# Andrej Goršek
Andrej Goršek, slovenski nogometaš, * 21. oktober 1970.
Goršek je celotno kariero igral v slovenski ligi za klube Rudar Velenje, Celje in Dravograd, od tega večji del za Celje, med letoma 1992 in 2000. Skupno je v prvi slovenski ligi odigral 265 prvenstvenih tekem in dosegel 84 golov. 
Za slovensko reprezentanco je nastopil 10. septembra 1997 na kvalifikacijski tekmi proti bosansko-hercegovski reprezentanci.